# Sobůlky

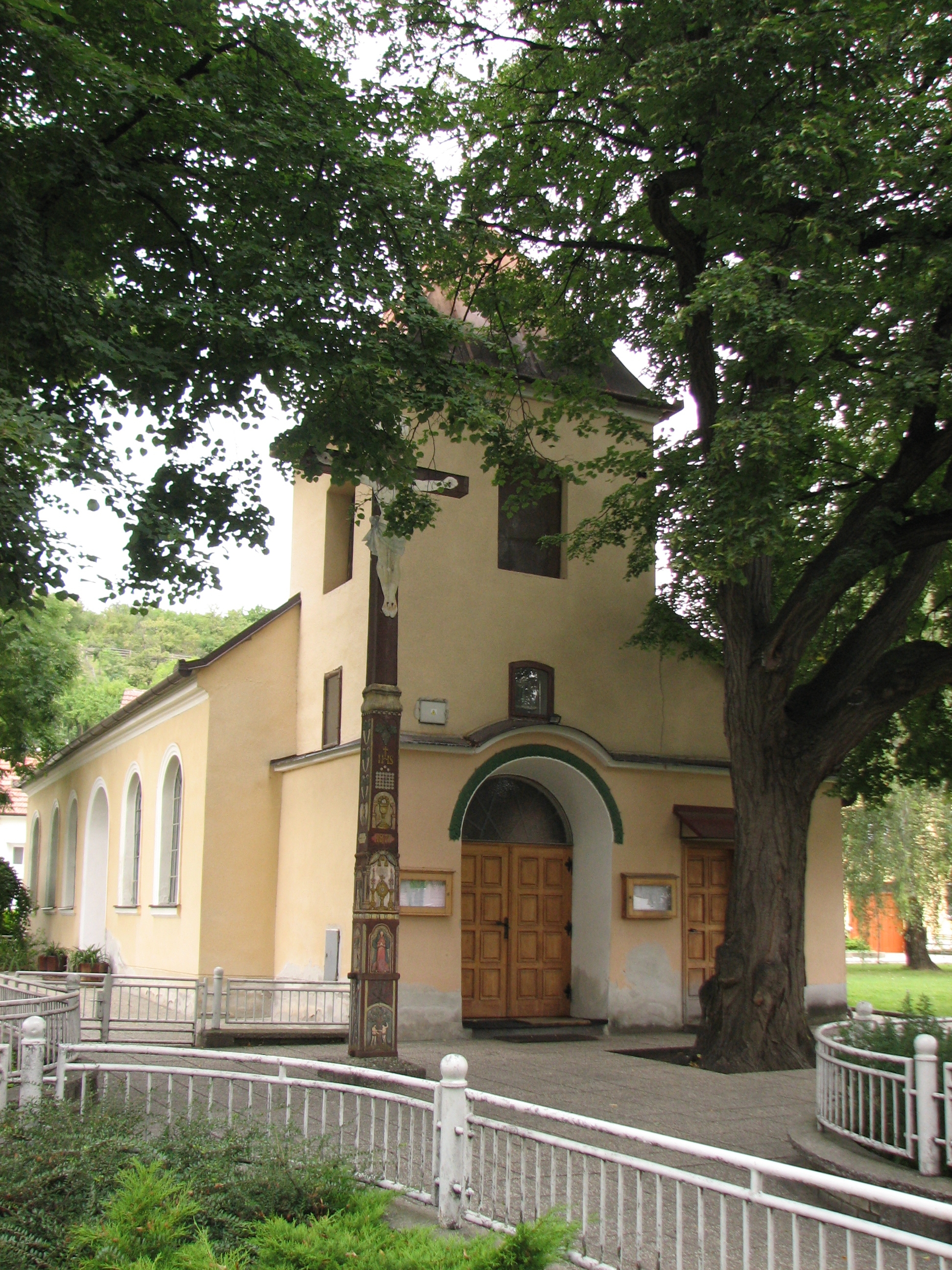
Kapelle der Jungfrau Maria Allerheiligsten Herzen

Sobůlky (deutsch Sobulek, auch Sobule) ist eine Gemeinde in Tschechien. Sie liegt vier Kilometer nordwestlich von Kyjov und gehört zum Okres Hodonín.

## Geographie
Sobůlky liegt im Hügelland Věteřovská vrchovina. Das Dorf erstreckt sich im Tal des Baches Sobůlský potok. Östlich erhebt sich die Nová hora, im Westen der Babí lom (417 m) und die Vala sowie nordwestlich die Lysé hory (355 m).
Nachbarorte sind Ostrovánky im Norden, Bukovany im Nordosten, Boršov und Nětčice im Osten, Kyjov im Südosten, Svatobořice und Mistřín im Süden, Šardice und Strážovice im Südwesten sowie Věteřov im Nordwesten.

## Geschichte
Archäologische Funde, von denen die ältesten der Bandkeramikkultur zuzuordnen sind, belegen eine frühzeitliche Besiedlung des Gemeindegebietes. Aus der Keltenzeit stammen Knochenfunde.
Der Ursprung des heutigen Dorfes geht auf die Ansiedlung Sobolkovici zurück, von der erste schriftliche Nachrichten aus dem 9. Jahrhundert überliefert sind. Benannt ist das Dorf nach seinem Gründer Sobol. Im Mittelalter gehörte Sobolkovici zu den größten Ansiedlungen der Gegend um Kyjov. Die erste urkundliche Erwähnung von Sobolkovici erfolgte 1131 in einem Verzeichnis des Bistums Olmütz über den Besitz der Burgkirche Břeclav. Zu dieser Zeit gehörten der Břeclaver Kirche zwei Huben in Sobolkovici.
In der Mitte des 14. Jahrhunderts ist das Geschlecht von Dupník als Besitzer des Dorfes überliefert. Nachfolgend wechselten die Besitzer häufig, zu ihnen gehörten die Herren von Boskowitz, von Kunstadt, von Zástřizl, von Ludanitz und von Zierotin. Die erste Erwähnung des Vorwerkshofes erfolgte 1378 in der Olmützer Landtafel, als Besitzer des Hofes lösten sich die Geschlechter von
Zdětín und Dluhoš von Kopenice und Vojkov ab. Bedeutendste Besitzerin des Hofes war die Baroness Lévová, eigentlich Helena Dluhošová-Lévová.
Die Feste erlosch zwischen 1468 und 1471 während des böhmisch-ungarischen Krieges. Am Platz Klášteříky befand sich ein slawisches Kloster, das 1605 beim Einfall der siebenbürgischen Aufständischen unter Stephan Bocskai niedergebrannt wurde. Nach dem Dreißigjährigen Krieg wurde Sobůlky von türkischen Truppen des Großwesirs Achmed Kiuprili heimgesucht. In dieser Zeit entstand auch auf der Flur Binky der Türkenhügel (Turecký kopec), über dem Grab eines osmanischen Anführers. 1664 erhielt die Gemeinde das Privileg zur Verwendung eines Siegels. Im Jahre 1691 wurde Sobůlky an die Herrschaft Milotice angeschlossen. Das erste Schulhaus wurde 1794 eingeweiht. Bis zur Mitte des 19. Jahrhunderts blieb Sobůlky immer nach Milotice untertänig.
Nach der Aufhebung der Patrimonialherrschaften bildete Sobůlky/Sobulek ab 1850 eine Gemeinde in der Bezirkshauptmannschaft und dem Gerichtsbezirk Gaya. 1884 wurde der Friedhof angelegt. In den Jahren 1894 bis 1896 entstand südlich des Dorfes die Bezirksstraße von Kyjov nach Strážovice. 1899 wurde das Schulhaus nach Plänen des Baumeisters Gustav Sonevend aus Kyjov umgestaltet. 1947 eröffnete ein Kindergarten. Nach der Aufhebung des Okres Kyjov wurde der Ort 1960 dem Okres Hodonín zugeordnet. Im Jahre 1967 erfolgte eine Erweiterung des Friedhofes. Zwischen 1969 und 1973 wurde eine neue Schule gebaut. In den 1970er Jahren erreichte die Einwohnerzahl mit 1030 ihren Höchststand. Um 1980 entstand im südlichen Teil des Dorfes ein neues Kindergartengebäude. Seit 2000 führt Sobůlky ein Wappen und Banner.

## Gemeindegliederung
Für die Gemeinde Sobůlky sind keine Ortsteile ausgewiesen.

## Sehenswürdigkeiten
- Kapelle der Jungfrau Maria vom Allerheiligsten Herzen, erbaut 1914
- farbig verziertes Kreuz aus dem 19. Jahrhundert, vor der Kapelle
- barocke Statue des hl. Johannes von Nepomuk, geschaffen 1721
- Nischenkapelle der hl. Helena, östlich über dem Dorf, gestiftet 1734 von Helena Johanna Dluhošová, geborene Mladota von Solopisk. Das die Patronin darstellende Gemälde zeigt linksseitig die Kirche und das alte Pfarrhaus in Třebotov sowie rechtsseitig die Feste Třebotov und das Wappen der Mladota von Solopisk.[3]
- Nischenkapelle am Hrubý les
- mittelalterliche Burgstätte auf dem Hügel Vala
- Reste der Feste auf dem Turecký kopec
- Denkmal für die Opfer beider Weltkriege, errichtet 1970